# Дуглас, Уильям, 4-й герцог Куинсберри
Уильям Дуглас, 4-й герцог Куинсберри (англ. William Douglas, 4th Duke of Queensberry; 16 декабря 1724 — 23 декабря 1810) — шотландский дворянин и землевладелец. Он был широко известен как Старый Кью и имел репутацию игрока с высокими ставками. В 1799 году он был оценен как восьмой по богатству человек (или небольшая семейная единица) в Великобритании, владея 1 млн фунтов стерлингов (что эквивалентно 99 млн фунтов стерлингов в 2019 году). Он один из десяти известных британских миллионеров того года, не считая королевской семьи.

## Семья и королевский назначенец

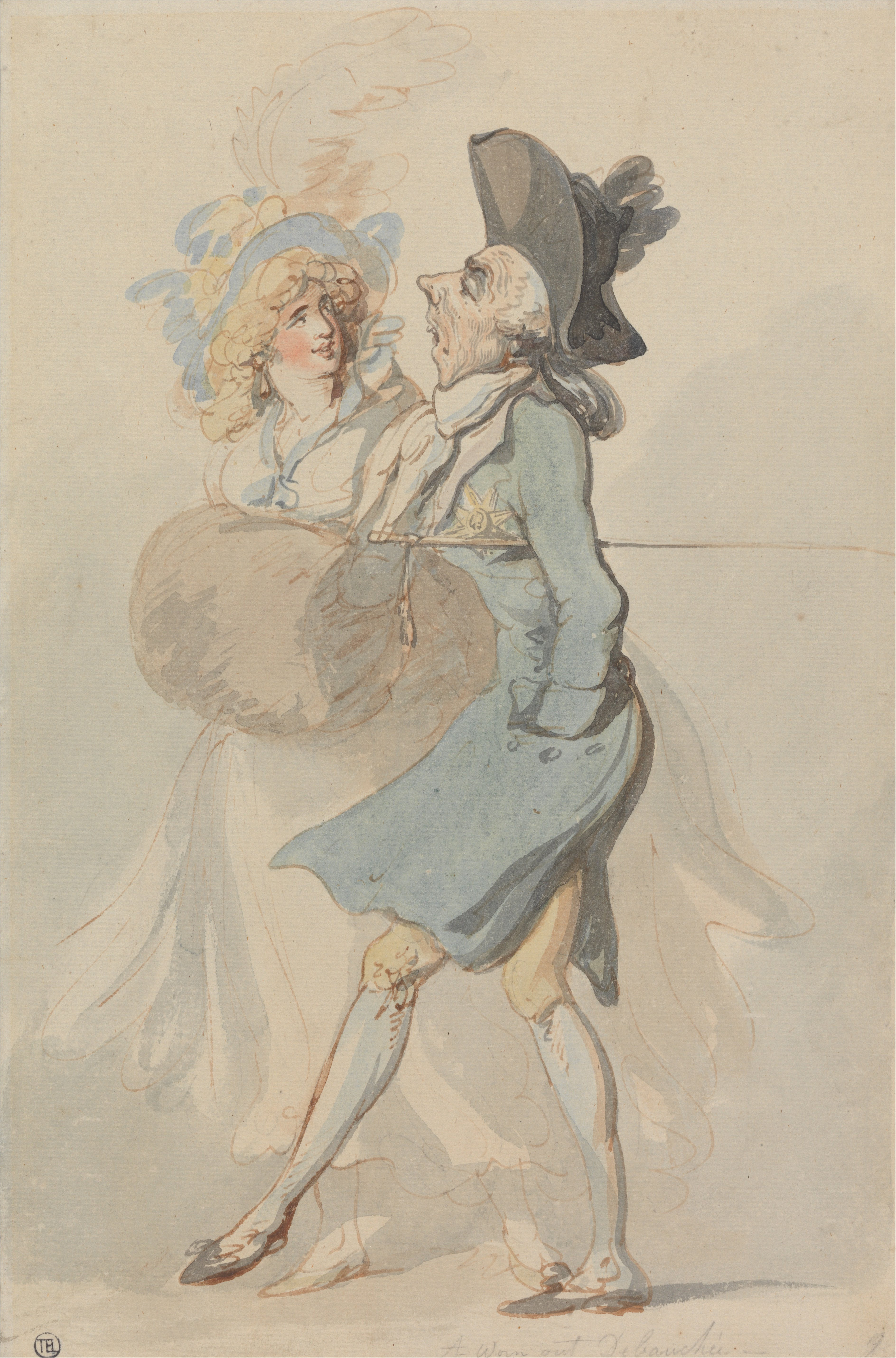
Уильям Дуглас, 4-й герцог Куинсберри

Родился 16 декабря 1725 года в Пиблсе. Единственный сын Уильяма Дугласа, 2-го графа Марча (ок. 1696—1731), и его жены леди Энн Гамильтон, 2-й графини Раглен (1698—1748).
Друг принца Уэльского, Уильям Дуглас был назначен джентльменом опочивальни короля Георга III в 1760 году. Он был назначен рыцарем Чертополоха в 1761 году и был одним из 16 шотландских пэров-представителей на выборный срок или, возможно, больше с 1761 года и был вице-адмиралом Шотландии с 1767 по 1776 год. Однако из-за поведения во время необычной, длительной, душевной болезни короля он был лишен должности камергера в 1789 году и на некоторое время укрылся за границей. Позднее Уильям Дуглас был лордом-лейтенантом Дамфриса с 1794 по 1797 год.
В 1731 году Уильям Дуглас унаследовал от отца графство Марч, а в 1748 году — графство Раглен. Он сменил своего двоюродного брата Чарльза на посту герцога Куинсберри 22 октября 1778 года. 8 августа 1786 года для него был создан титул лорда Дугласа, барона Дугласа из Эймсбери и графстве Уилтшир в Пэрстве Великобритании.
В 1799 году герцог Куинсберри был признан восьмым самым богатым человеком (или небольшой семейной единицей) в Великобритании, владея 1 млн фунтов стерлингов (что эквивалентно 99 млн фунтов стерлингов в 2019 году). В 1799 году он был одним из десяти известных британских миллионеров.
В возрасте 28 лет у него развилась сильная страсть к мисс Фрэнсис Пелхэм. Настолько, что он намеренно купил дом по соседству с ней и построил эркер, чтобы сидеть и наблюдать за ней, когда она приходит и уходит. В свои 60 лет он трижды делал предложение дочери-подростку своего соседа по Пикадилли. Но ему отказали, несмотря на его огромное богатство.
Герцог Куинсберри никогда не был женат. У него была дочь, Мэри «Ми-ми» Фаньяни (1771—1856), от любовницы, маркизы Фаньяни. В 1798 году, она стала женой Фрэнсиса Сеймур-Конуи, 3-го маркиза Хартфорда (1777—1842). Куинсберри оставил большую часть своего богатства Мэри, и оставил 10 000 фунтов леди Энн Гамильтон, которая была фрейлиной Каролины Брауншвейгской. Он был похоронен в церкви Святого Иакова на Пикадилли 31 декабря 1810 года.
После смерти герцогство и замок Драмланриг перешли к его троюродному брату, Генри Скотту, 3-му герцогу Баклю (1746—1812). Маркизат Куинсберри перешёл к своему четвероюродному брату, сэру Чарльзу Дугласу, 5-му баронету (1777—1837), чей потомок является нынешним титулованным носителем титула. Его троюродный брат Фрэнсис Дуглас, 8-й граф Уэмисс (1772—1853), стал 4-м графом Марчем. Титул графа Раглена прервался.

## Скачки
Герцог Куинсберри был владельцем скаковой лошади и участником мероприятия. Его жокейские спортивные шелка были тёмно-красными с чёрной шапочкой. У него была некоторая общественная репутация игрока с высокими ставками.

## Культура
Как «Лорд Марч», он кратко изображён или описан в романе Уильяма Мейкписа Теккерея «Виргинцы» как беспутный игрок

## Титулатура
- 4-й герцог Куинсберри (с 22 октября 1778)
- 5-й маркиз Куинсберри (с 22 октября 1778)
- 3-й граф Марч (с 7 марта 1731)
- 3-й лорд Дуглас из Нейдпата, Лайна и Мунарда (с 7 марта 1731)
- 3-й виконт Пиблс (с 7 марта 1731)
- 3-й граф Раглен (с 21 апреля 1748)
- 3-й лорд Хиллхаус (с 21 апреля 1748)
- 3-й виконт Риккартаун (с 21 апреля 1748)
- 7-й граф Куинсберри (с 22 октября 1778)
- 5-й граф Драмланриг (с 22 октября 1778)
- 5-й виконт Нит, Тортолволд и Росс (с 22 октября 1778)
- 4-й маркиз Дамфриссшир (с 22 октября 1778)
- 7-й виконт Драмланриг (с 22 октября 1778)
- 7-й лорд Дуглас из Хоика и Тибберса (с 22 октября 1778)
- 1-й барон Дуглас из Эймсбери, Уилтшир (с 21 августа 1786).